# Cholmondeley
Cholmondeley (uitspraak Tsjoemli) is een civil parish in het bestuurlijke gebied Cheshire East, in het Engelse graafschap Cheshire met 157 inwoners.